# Bandhi
Bandhi (en ourdou : باندھی) est une ville pakistanaise située dans le district de Shaheed Benazirabad, dans le centre de la province du Sind. C'est la troisième plus grande ville du district et est située à près de quarante kilomètres au nord de Nawabshah.
La population de la ville a été multipliée par plus de huit entre 1972 et 2017, passant de 3 788 habitants à 32 151. Entre 1998 et 2017, la croissance annuelle moyenne s'affiche à 7,9 %, bien supérieure à la moyenne nationale de 2,4 %. Selon le recensement de 2023, la population de la ville monte à 36 588 habitants.
|            | 1972 (rec.) | 1981 (rec.) | 1998 (rec.) | 2017 (rec.) | 2023 (rec.) |
| ---------- | ----------- | ----------- | ----------- | ----------- | ----------- |
| Population | 3 788       | 4 806       | 7 610       | 32 151      | 36 588      |